# Ruth Adolf
Ruth Adolf (* 3. Juli 1943 in Bern, Kanton Bern) ist eine ehemalige Schweizer Skirennfahrerin sowie Weltmeisterschafts- und Olympiateilnehmerin.

## Karriere
Adolf nahm an den Weltmeisterschaften 1962, 1964 (auch als Olympische Spiele ausgetragen) und 1966 teil, wobei ihre beste Platzierung der siebte Platz in der Alpinen Kombination der Weltmeisterschaften 1966 war.
Im Weltcup kam sie zwei Mal unter die besten zehn – dies waren der siebte Platz im Riesenslalom von Oberstaufen am 8. Januar 1967 mit 2,50 Sekunden Rückstand auf Nancy Greene und der siebte Platz im Slalom von Grindelwald am 10. Januar 1967 mit 3,98 Sekunden Rückstand auf Annie Famose.
Bei den nationalen Meisterschaften kam sie mit drei Silber- und vier Bronzemedaillen mehrmals in die Medaillenränge.

## Erfolge

### Olympische Spiele
- Innsbruck 1964: 20. in der Abfahrt, 17. im Riesenslalom

### Weltmeisterschaften
- Chamonix-Mont-Blanc 1962: 20. in der Abfahrt
- Innsbruck 1964: 20. in der Abfahrt, 17. im Riesenslalom
- Portillo 1966: 19. in der Abfahrt, 8. im Riesenslalom, 17. im Slalom, 7. in der Alpinen Kombination

### Weltcupwertungen
- Zwei Platzierungen unter den besten zehn

| Saison | Gesamt | Gesamt | Abfahrt | Abfahrt | Riesenslalom | Riesenslalom | Slalom | Slalom |
| Saison | Platz  | Punkte | Platz   | Punkte  | Platz        | Punkte       | Platz  | Punkte |
| ------ | ------ | ------ | ------- | ------- | ------------ | ------------ | ------ | ------ |
| 1967   | 25.    | 8      |         |         | 15.          | 4            | 24.    | 4      |

### Nationale Meisterschaften
- 1962: 2. in der Abfahrt, 7. im Riesenslalom, 4. im Slalom, 3. in der Alpinen Kombination
- 1963: 4. in der Abfahrt, 8. im Riesenslalom, 2. im Slalom, 3. in der Alpinen Kombination
- 1966: 4. in der Abfahrt, 5. im Riesenslalom, 4. im Slalom, 2. in der Alpinen Kombination
- 1967: 3. in der Abfahrt, 4. im Slalom, 3. in der Alpinen Kombination